# 시소닉
시소닉 일렉트로닉스 주식회사 (중국어: 海韻電子工業股份有限公司, 병음: hǎiyùn diànzǐ gōngyè gǔfèn yǒuxiàngōngsī), Sea Sonic Electronics Co., Ltd.) 줄여서 시소닉 (Seasonic)은 대만의 전력 공급 장치 및 컴퓨터 PSU 제조업체이자 소매업체로, 이전에는 하드웨어 OEM 거래에 한정되어 있었다. 1981년에 처음으로 PC 산업을 위한 전원 공급 장치를 만들기 시작했고, 시소닉 파워 서플라이는 모두 80 Plus 인증을 받았다. 2002년 미국 소매 시장에서 제품을 판매하고 기술 지원을 제공하기 위해 캘리포니아에 완전 자회사를 설립했다.